# Phoxichilidiidae
Famille
Les Phoxichilidiidae sont une famille de Pycnogonides.

## Liste des genres
Selon WRMS :
- Anoplodactylus Wilson, 1878
- Phoxichilidium Milne-Edwards, 1840
- Phoxiphilyra Stock, 1974
- Pycnosomia Losina-Losinsky, 1961

## Référence
- Sars, 1891 : Pycnogonidea. Norwegian North-Atlantic Expedition, 1876-1878, vol. 6 (Zoology 20), p. 1–163.